# Crayne (Kentucky)
Crayne es un lugar designado por el censo ubicado en el condado de Crittenden en el estado estadounidense de Kentucky. En el Censo de 2010 tenía una población de 173 habitantes y una densidad poblacional de 59,64 personas por km².

## Geografía
Crayne se encuentra ubicado en las coordenadas 37°16′58″N 88°5′10″O / 37.28278, -88.08611. Según la Oficina del Censo de los Estados Unidos, Crayne tiene una superficie total de 2.9 km², de la cual 2.89 km² corresponden a tierra firme y (0.45%) 0.01 km² es agua.

## Demografía
Según el censo de 2010, había 173 personas residiendo en Crayne. La densidad de población era de 59,64 hab./km². De los 173 habitantes, Crayne estaba compuesto por el 99.42% blancos, el 0% eran afroamericanos, el 0% eran amerindios, el 0% eran asiáticos, el 0% eran isleños del Pacífico, el 0% eran de otras razas y el 0.58% pertenecían a dos o más razas. Del total de la población el 0% eran hispanos o latinos de cualquier raza.